# 阿給
阿給（アーゲイ、中国語: 淡水阿給）は、台湾新北市淡水区の料理。名称は、日本語の「油揚げ」（中国語: 阿布拉阿給）に由来する。
油揚げもしくは厚揚げに春雨を詰め、魚のすり身（魚漿）でとじる。これを蒸して出汁、ソースをかけて食する。詰め物の春雨は、炒めたり、味付けをするといった手間をかけ、出汁やソースの味が染みこむ。ソースは甘辛、ピリ辛などとされるが、必ずしも辛いものに限定されない。
1965年に楊鄭錦文により開発された料理で、日本人が油揚げで食物を包んでいたこと、余った食材の有効利用が結びついて創作された。

## 注
1. ↑  当時淡水には日本人が居住しており、豆腐屋が多かった[4]。